# Chambœuf (Loara)
Chamboeuf – miejscowość i gmina we Francji, w regionie Owernia-Rodan-Alpy, w departamencie Loara.
Według danych na rok 1990 gminę zamieszkiwało 1 100 osób, a gęstość zaludnienia wynosiła 99 osób/km² (wśród 2880 gmin regionu Rodan-Alpy Chamboeuf plasuje się na 727. miejscu pod względem liczby ludności, natomiast pod względem powierzchni na miejscu 1041.).